# 夢之島體育場
夢之島體育場，全名江東區夢之島陸上競技場（日语：／），是一座位於東京灣夢之島可容納5050人的綜合性體育場，為日本陸上競技連盟的第2種公認田徑場（陸上競技場）。設施由江東區所有，營運管理則是指定管理者江東運動設施營運夥伴（江東スポーツ施設運営パートナーズ）。

## 設施概要
夢之島體育場位於夢之島公園內明治通西側的體育設施群內。包含陸上競技場在內的運動設施合稱為江東區夢之島綜合運動場，由江東區的指定管理者進行管理。
本體育場曾是JFL佐川急便東京SC（主場設於江東區）的主場地。佐川移往滋賀縣後則成為橫河武藏野FC的主場比賽場地之一。以前橫濱FC也曾在此舉行數場日乙官方賽。2016年起夢之島體育場與味之素西丘足球場一同成為日丙FC東京U-23主場地。
另外，關東大學聯盟與女子足球日視美人隊、世田谷挑戰FC也在此地舉行數場主場比賽。
另外，所謂的「夢之島公園陸上競技場」是指都立夢之島公園東側區域的田徑場，非本條目夢之島體育場。情熱大陸SPECIAL LIVE SUMMER TIME BONANZA與WORLD HAPPINESS是在夢之島公園陸上競技場舉行。

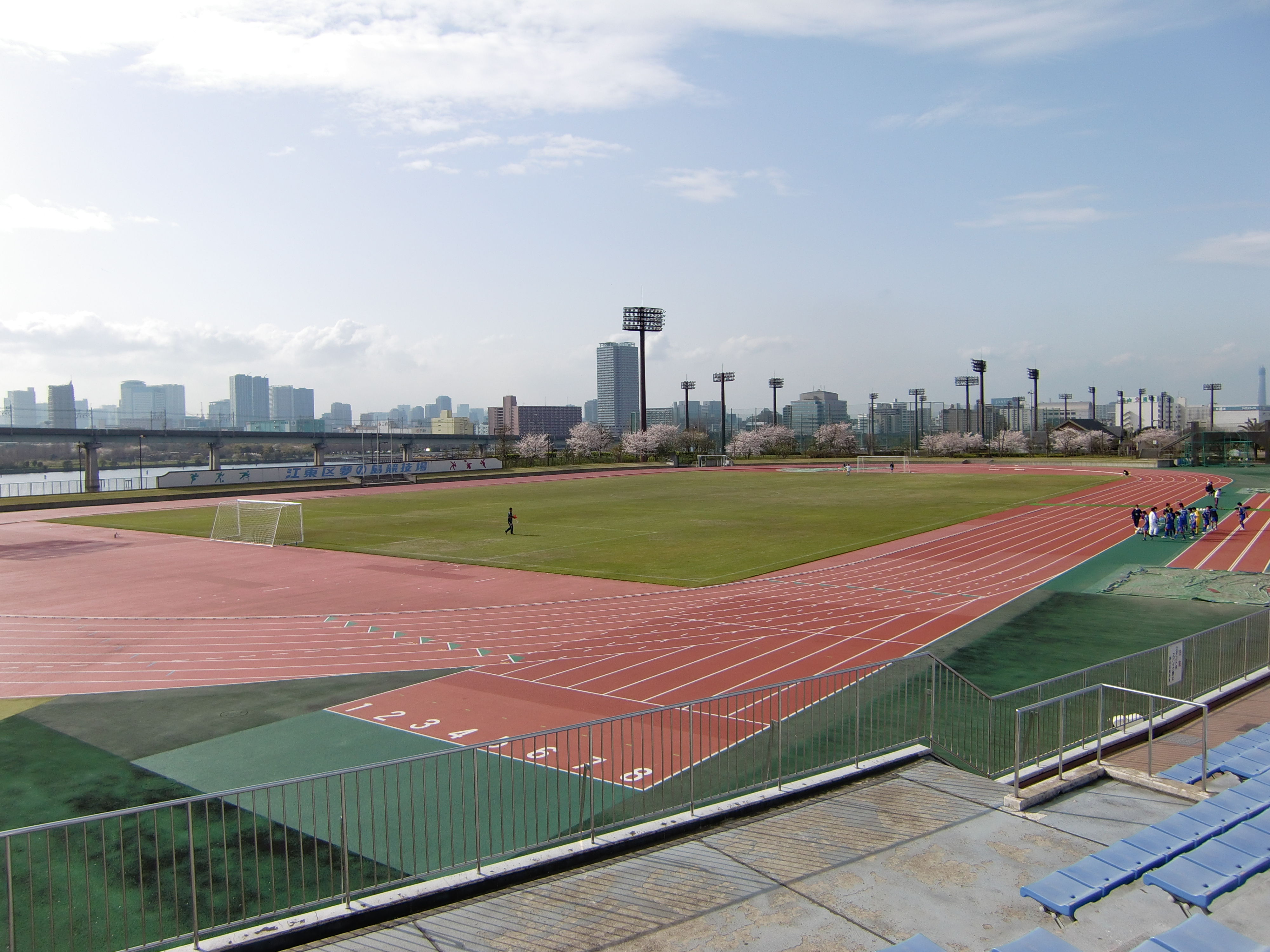
觀眾席俯瞰場地

## 設備
- 容納人員4,800人 - 主看台：座席（2300席），後看台：草地席（2500人）
- 電子看板
- 夜場照明設備4組

## 外部連結
- 官方網站 （页面存档备份，存于）